# Scroll Lock
Scroll Lock je klávesa na většině počítačových klávesnic. Funkce klávesy záleží na aktuálně použitém programu. 

## Význam
Klávesa Scroll Lock je stavová klávesa, která byla původně určena k zamykání kurzoru v mřížce. Pokud se nastaví textový kurzor do nějaké buňky v mřížce a zapne se Scroll Lock, pak při pohybu v mřížce pomocí kurzorových kláves (šipek) zůstává kurzor ve vybrané buňce a roluje celá mřížka. Při vypnuté klávese Scroll Lock naopak použití kurzorových kláves pohybuje kurzorem po buňkách a mřížka roluje jen tehdy, když se kurzor dostane k okraji okna. Dnes lze tuto funkci vyzkoušet například v tabulkovém procesoru Microsoft Excel.
Význam této klávesy byl potlačen vynálezem posuvníků na okrajích oken a kolečkem u myši. Klávesa se dnes prakticky nepoužívá. Bývá umístěna mezi klávesami Print Screen a Pause, u některých novějších klávesnic buď vůbec není anebo je nenápadně schována.

### Použití
Někteří výrobci softwaru proto tuto klávesu používají i k jiným účelům, než pro které byla navržena, například lze její pomocí přepínat mezi dvěma počítači (u zařízení, které umožňuje připojit jednu klávesnici, myš a monitor ke dvěma počítačům). U operačních systémů, které podporují běh více programů zároveň (typicky Windows, Linux) může stisknutá klávesa způsobit nežádoucí chování, pokud jsou nainstalované další programy, které na klávesu Scroll Lock reagují.